# Madadeni
Madadeni ist eine Townshipsiedlung in der südafrikanischen Provinz KwaZulu-Natal. Sie ist der östliche Nachbar der Stadt Newcastle und gehört zur gleichnamigen Gemeinde Newcastle im Distrikt Amajuba. Madadeni liegt auf einer Höhe von 1220 Metern über dem Meeresspiegel.  2011 hatte der Ort fast 120.000 Einwohner auf einer Fläche von 28 Quadratkilometern. Der Ngagane fließt an Madadeni vorbei und trennt die Stadt von Newcastle. Auf Höhe von Madadeni mündet der Ncandu in den Ngagane.
Über Newcastle ist Madadeni an die N11 und die R34 an das Fernstraßennetz angebunden. Allerdings ist die öffentliche Infrastruktur in Madadeni selbst stark renovierungsbedürftig oder gar nicht vorhanden. Die Straßen sind eng und das Kanalisationsnetz ist mangelhaft. Trotz der Nähe zu Newcastle kann Madadeni teilweise als ländlich eingestuft werden. Auch werden Teile der Stadt von traditionellen Herrschern verwaltet.